# National Provincial Championship 1987
La National Provincial Championship 1987 fue la decimosegunda edición del principal torneo de rugby de Nueva Zelanda.
El campeón del torneo fue el equipo de Auckland quienes lograron su cuarto campeonato.

## Sistema de disputa
Los equipos enfrentan a los diez equipos restantes en una sola ronda.
- El equipo que logre mayor cantidad de puntos al final del torneo se corona campeón.

- El equipo ubicado en la 11° posición al final del campeonato desciende directamente a la Segunda División.

## Clasificación
| Pos. | Equipo           | Encuentros | Encuentros | Encuentros | Encuentros | Tantos | Tantos | Tantos | PB | PB | Puntos |
| Pos. | Equipo           | PJ         | PG         | PE         | PP         | F      | C      | Dif    | BO | BD | Puntos |
| ---- | ---------------- | ---------- | ---------- | ---------- | ---------- | ------ | ------ | ------ | -- | -- | ------ |
| 1.º  | Auckland         | 10         | 10         | 0          | 0          | 370    | 95     | +285   | 0  | 0  | 40     |
| 2.º  | Wellington       | 10         | 9          | 0          | 1          | 286    | 163    | +123   | 0  | 0  | 36     |
| 3.º  | Otago            | 10         | 5          | 0          | 5          | 166    | 150    | +16    | 0  | 4  | 27     |
| 4.º  | Bay of Plenty    | 10         | 7          | 0          | 3          | 258    | 218    | +40    | 0  | 1  | 26     |
| 5.º  | Canterbury       | 10         | 5          | 0          | 5          | 201    | 183    | +18    | 0  | 2  | 22     |
| 6.º  | Waikato          | 10         | 4          | 1          | 5          | 201    | 227    | -26    | 0  | 1  | 19     |
| 7.º  | Counties Manukau | 10         | 4          | 0          | 6          | 186    | 244    | -58    | 0  | 3  | 19     |
| 8.º  | North Auckland   | 10         | 4          | 0          | 6          | 180    | 206    | -26    | 0  | 2  | 18     |
| 9.º  | Manawatu         | 10         | 3          | 0          | 7          | 211    | 273    | -62    | 0  | 2  | 14     |
| 10.º | Taranaki         | 10         | 2          | 0          | 8          | 128    | 303    | -175   | 0  | 1  | 9      |
| 11.º | Wairarapa Bush   | 10         | 1          | 1          | 8          | 123    | 258    | -135   | 0  | 3  | 9      |

|  | Campeón.                  |
|  | Descenso a la División 2. |

| Bandera de Nueva Zelanda |
| Campeón Auckland         |
| Cuarto título            |